# Mariama Kesso Diallo
Pour les articles homonymes, voir Diallo.
Mariama Kesso Diallo est une romancière, sociologue et consultante guinéenne, vivant en Suisse.
Elle est diplômée de l'université de Kankan et de l'université de Genève. En 2000, elle publie un roman autobiographique, La chance, décrivant son départ clandestin de la Guinée avec ses enfants, en 1977. Elle réside de longue date à Genève ; elle a travaillé comme sociologue et consultante pour l'UNESCO et d'autres organisations internationales.

## Publications
- Awa Béla, la fille du rêve, Sénégal, Nouvelles Éditions africaines du Sénégal, 2009, 239 p. (ISBN 9782723616485).
- Femmes, emploi et éducation en Afrique subsaharienne, l'exemple guinéen
- La chance, Moreux, Archipels littéraires, 2000, 191 p. (ISBN 9782851120144).